# Euspilotus micropunctatus
Euspilotus micropunctatus är en skalbaggsart som först beskrevs av Hatch 1962.  Euspilotus micropunctatus ingår i släktet Euspilotus och familjen stumpbaggar. Inga underarter finns listade i Catalogue of Life.